# اعتراف عجیب
اعتراف عجیب (انگلیسی: Strange Confession) فیلمی در ژانر معمایی به کارگردانی جان هافمن است که در سال ۱۹۴۵ منتشر شد. از بازیگران آن می‌توان به لان چینی جونیور اشاره کرد.